# シャモワ
シャモワ（フランス語: Chamois [ʃamwa]）は、イタリア共和国ヴァッレ・ダオスタ州にある、人口約100人の基礎自治体（コムーネ）。

## 地理

### 位置・広がり

#### 隣接コムーネ
隣接するコムーネは以下の通り。
- アンテイ＝サンタンドレ
- アヤス
- ラ・マドレーヌ
- ヴァルトゥルナンシュ

## 行政

### 分離集落
シャモワには、以下の分離集落（フラツィオーネ）がある。
- Caillà, Corgnolaz (sede comunale), Crépin, Lago Lod, Liussel, Suis, La Ville